# Przemysław Miarczyński
Przemysław Miarczyński (Gdańsk, 26 de agosto de 1979) es un deportista polaco que compitió en vela en las clases Mistral y RS:X.
Participó en cuatro Juegos Olímpicos de Verano, obteniendo una medalla de bronce en Londres 2012, en la clase RS:X, el octavo lugar en Sídney 2000 (Mistral), el quinto en Atenas 2004 (Mistral) y el 16.º en Pekín 2008 (RS:X).
Ganó cuatro medallas en el Campeonato Mundial de RS:X entre los años 2006 y 2014, y cuatro medallas en el Campeonato Europeo de RS:X entre los años 2007 y 2014. Además, obtuvo tres medallas en el Campeonato Mundial de Mistral entre los años 2001 y 2004, y dos medallas en el Campeonato Europeo de Mistral, oro en 2004 y plata en 2001

## Palmarés internacional
| Campeonato Mundial | Campeonato Mundial | Campeonato Mundial | Campeonato Mundial |
| Año                | Lugar              | Medalla            | Clase              |
| ------------------ | ------------------ | ------------------ | ------------------ |
| 2001               | Atenas (Grecia)    | Medalla de plata   | Mistral            |
| 2003               | Cádiz (España)     | Medalla de oro     | Mistral            |
| 2004               | Esmirna (Turquía)  | Medalla de plata   | Mistral            |
| Campeonato Europeo |                    |                    |                    |
| Año                | Lugar              | Medalla            | Clase              |
| 2001               | Marsella (Francia) | Medalla de plata   | Mistral            |
| 2004               | Sopot (Polonia)    | Medalla de oro     | Mistral            |

| Juegos Olímpicos   | Juegos Olímpicos       | Juegos Olímpicos  | Juegos Olímpicos |
| Año                | Lugar                  | Medalla           | Clase            |
| ------------------ | ---------------------- | ----------------- | ---------------- |
| 2012               | Londres (Reino Unido)  | Medalla de bronce | RS:X             |
| Campeonato Mundial |                        |                   |                  |
| Año                | Lugar                  | Medalla           | Clase            |
| 2006               | Torbole (Italia)       | Medalla de bronce | RS:X             |
| 2007               | Cascaes (Portugal)     | Medalla de plata  | RS:X             |
| 2010               | Kerteminde (Dinamarca) | Medalla de plata  | RS:X             |
| 2014               | Santander (España)     | Medalla de plata  | RS:X             |
| Campeonato Europeo |                        |                   |                  |
| Año                | Lugar                  | Medalla           | Clase            |
| 2007               | Limassol (Chipre)      | Medalla de oro    | RS:X             |
| 2008               | Brest (Francia)        | Medalla de bronce | RS:X             |
| 2012               | Madeira (Portugal)     | Medalla de oro    | RS:X             |
| 2014               | Çeşme (Turquía)        | Medalla de bronce | RS:X             |